# Eric Georg Ulfsparre
Eric Georg Ulfsparre, född 12 januari 1776 på Grävsten i Bankekinds socken, död 17 april 1865 på Västanå slott, var en svensk friherre och militär.

## Biografi
Eric Georg Ulfsparre var son till ryttmästaren Göran Måns Ulfsparre och Charlotta Sofia Steuch. Han blev kornett vid Livdrabantkåren vid sju års ålder, löjtnant i armén 1801, major i armén och överadjutant hos kungen 1808, överstelöjtnant i armén 1808, major vid Södermanlands regemente och platsmajor i Stockholm 1809, befälhavande överadjutant där 1810, överste i armén 1811, överstelöjtnant vid Västerbottens regemente och generaladjutant 1813, överstelöjtnant vid Kalmar regemente 1815, överste och chef för regementet 1816, generalmajor i armén 1823 och chef för Första infanteribrigaden 1826. Sedan infanteriets indelning i brigader upphört 1832 levde han tjänstefri på sin egendom Västanå. Han upphöjdes till friherrligt stånd 1817. Under finska kriget deltog Ulfsparre som kapten vid före detta Aldercreutzska regementet och utmärkte sig bland annat i striderna vid Siikajoki, Ny Karleby, Lappo, Alavo, Salmi och Oravais. Han omtalades både av Gustaf Löwenhielm och Carl Johan Adlercreutz vid flera tillfällen för uthållighet, mod och rådighet. Av Adlercreutz var Ulfsparre på förhand invigd i planerna på Gustaf IV Adolfs fängslande och avsättning och var en av de fem officerare som tillsammans med Adlercreutz trängde in på kungens rum för att gripa honom. Det var till Ulfsparre viskade de bekanta orden "äro herrarna ej flera" före inträdet, och det var Ulfsparre som tillsammans med Isaac Lars Silfversparre fråntog kungen hans värja. Själv talade Ulfsparre senare ogärna om den roll han spelat vid statsvälvningen. Under 1809 års fälttåg tillhörde Ulfsparre norra armén, och under fälttågen 1813 och 1814 i Tyskland och Brabant tjänstgjorde han vid svenska arméns generalstab som chef för expeditionen i högkvarteret. Under slagen vid Grossbeeren och Dennewitz förde han truppbefäl. Han valdes 1823 till ledamot av Krigsvetenskapsakademien.